# NVI F.K.29
De NVI F.K.29 was een klein tweedekker passagiersvliegtuig gebouwd door de Nationale Vliegtuig Industrie. Het toestel, ontworpen door Frits Koolhoven, had een bijzondere manier van instappen. De twee passagiers konden aan boord komen door de vliegtuigneus (inclusief motor en propeller) opzij te klappen. De eerste vlucht was in 1923. Er zijn  voor het toestel geen kopers gevonden en er is alleen maar één prototype gebouwd.
De positie van de piloot was onder de achterkant van de bovenste vleugel waar een halfrond gedeelte was weggesneden voor een verbeterd zicht. Vóór de achterste cockpit bevonden zich, naast elkaar (side by side) de zitplaatsen voor de twee passagiers. De voorkant van de romp was scharnierend uitgevoerd. Nadat deze naar rechts was weggeklapt hadden de passagiers toegang tot het vliegtuig. Het landingsgestel was uitgevoerd met twee geveerde hoofdwielen onder de vleugels en een staartwiel.

## Specificaties
- Type: NVI F.K.29
- Fabriek: Nationale Vliegtuig Industrie
- Rol: Taxivliegtuig geschikt om passagiers op te halen vanaf kleine vliegvelden
- Bemanning: 1
- Passagiers: 2
- Lengte: 7,10 m
- Spanwijdte: 10,00 m
- Maximum gewicht: 900 kg
- Motor: 1 × Bristol Lucifer driecilinder luchtgekoelde stermotor, 75 kW (100 pk)
- Propeller: Tweeblads
- Eerste vlucht: 1923
- Aantal gebouwd: 1

Prestaties
- Maximumsnelheid: 180 km/u